# Христос Екзарху
Христос Екзарху или Екзархос (на гръцки: Χρήστος Εξάρχου или Έξαρχος) е гръцки бизнесмен и революционер, деец на гръцката въоръжена пропаганда в Македония от началото на XX век.

## Биография
Христос Екзарху е роден в леринското влашко-арванитско гъркоманско село Бел камен (днес Дросопиги). Присъединява се към гръцката въоръжена пропаганда и действа като връзка между местния комитет и гръцкото консулство в Битоля. Превежда четите на капитаните Папулас, Кондулис, Колокотронис и Мелас. Работи срещу румънската пропаганда в Бел камен. Цондос Вардас описва приносите му в писмата си. Обявен е за агент от първи ред. Работи като контрактор в Лерин - на него принадлежи изграждането на Второ училище в града. В 1922 - 1923 година той изгражда Екзарховата къща, която е една от архитектурните забележителности на Лерин.
Екзарху умира в 1933 година. Синовете му Дионисиос и Минас са адвокати, Ахилеас е търговец, представител на „Сингер“, а Аргирис по време на окупацията в 1943 - 1944 година е кмет на Лерин.